# Maksym Kryvonis
Maksym Kryvonis (en ukrainien : Максим Кривоніс), né vers 1600 à Vilchana et mort en novembre 1648 à Zamość) est un chef cosaque ukrainien du régiment de Lyssianka et commandant des cosaques zaporogues au début du soulèvement de Khmelnytsky.

## Présentation

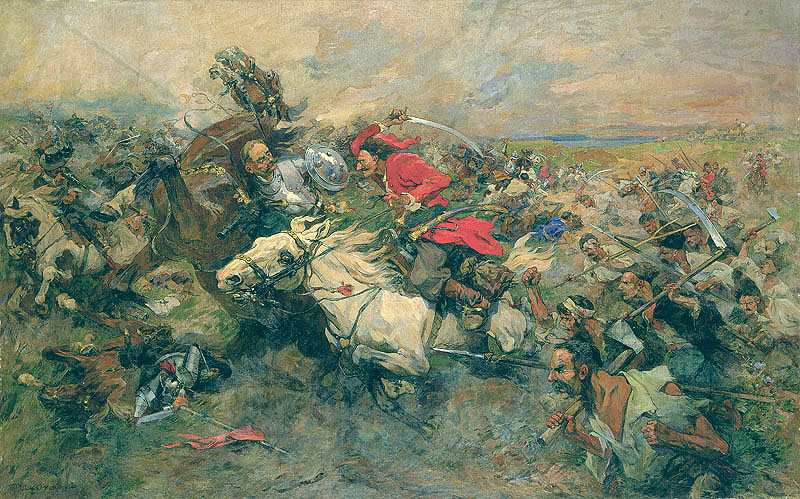
Combat entre Maksym Krywonis et Jeremi Wiśniowiecki, par Nikolaï Samokich, 1934.

Il existe peu d'informations biographiques fiables sur Maksym Kryvonis.
Il est initialement un proche confident du Hetman Bohdan Khmelnytsky mais les deux chefs cosaques se brouillent par la suite.
Kryvonis dirige le mouvement des paysans ukrainiens, des cosaques et des pauvres des villes dans la région de Bratslav, en Podolie et en Volhynie. Il joue un rôle important lors de la bataille de Korsoun en 1648, de la bataille de Starokostiantyniv et de la bataille de Pyliavtsi et ses troupes s'emparent également de la forteresse du Haut Château lors du siège de Lvov. La défaite polonaise du reproche beaucoup(?). Chef militaire talentueux, il est nommé en 1648 hetman de quatre régiments : Lisyansky, Korsunsky, Belotserkovsky et Umansky.
Sous son commandement, la population juive est torturée et massacrée par les cosaques notamment à Polonne en juillet 1648 et après la prise du Château de Kremenets en octobre 1648.
Il meurt, probablement de la peste, au début du siège de Zamość en novembre 1648.

## Mémoire
Considéré comme un héros national d'Ukraine, en 1998, une statue équestre des héros de la guerre de libération du peuple ukrainien est érigée dans la ville de Jovti Vody (oblast de Dnipropetrovsk) en sa mémoire et celle des chefs cosaques Bohdan Khmelnytsky et Ivan Bohun. Des rues de grandes villes ukrainiennes portent son nom, notamment à Kiev, Lviv, Ternopil, Krivoy Rog, ou dans la ville de Lubny (oblast de Poltava).
Néanmoins, comme Kryvonis, avec Khmelnytsky et leurs troupes, est souvent accusé du génocide systématique des Juifs en 1648-49 et d'avoir commis de nombreuses violences et atrocités sur les populations juives lors du soulèvement de Khmelnysky, l'archevêque Jonathan de Tulchinsky et Bratslav de l'Église orthodoxe ukrainienne du Patriarcat de Moscou accuse en 2010 l'armée cosaque de Bohdan Khmelnytsky de nettoyage ethnique et du meurtre délibéré de milliers de Juifs dans la rive droite de l'Ukraine, et les mêmes accusations sont répétées en 2018 par le Premier ministre polonais Mateusz Morawiecki, qui place Khmelnytsky parmi ceux qui ont commis les plus grands crimes contre le peuple juif, en le comparant à Hitler.
Dans l'histoire juive, Kryvonis est considéré comme un grand oppresseur, cruel et sans pitié, c'est pourquoi il est mentionné dans toutes les chroniques décrivant les atrocités du soulèvement cosaque de Khmelnisky, et il est demandé dans Yeven Mesulah (en) du XVIIe siècle « que son nom soit effacé ».